# Hjälmaren
Hjälmaren er Sveriges fjerdestørste sø, og dens areal deles mellem landskaberne Närke, Västmanland og Södermanland. Den er temmelig lavvandet og har sit afløb gennem Eskilstunaån til søen Mälaren.